# Вассар (Канзас)
Вассар (англ. Vassar) — переписна місцевість (CDP) в США, в окрузі Осейдж штату Канзас. Населення — 584 особи (2020).

## Географія
Вассар розташований за координатами 38°38′55″ пн. ш. 95°36′36″ зх. д. / 38.64861° пн. ш. 95.61000° зх. д. (38.648597, -95.610028).  За даними Бюро перепису населення США в 2010 році переписна місцевість мала площу 12,61 км², з яких 12,59 км² — суходіл та 0,02 км² — водойми.

## Демографія
Згідно з переписом 2010 року, у переписній місцевості мешкало 530 осіб у 232 домогосподарствах у складі 170 родин. Густота населення становила 42 особи/км².  Було 322 помешкання (26/км²).
Расовий склад населення:
| - 98,7 % — білих - 0,4 % — азіатів |

До двох чи більше рас належало 0,4 %. Частка іспаномовних становила 0,9 % від усіх жителів.
За віковим діапазоном населення розподілялося таким чином: 19,6 % — особи молодші 18 років, 52,9 % — особи у віці 18—64 років, 27,5 % — особи у віці 65 років та старші. Медіана віку мешканця становила 50,5 року. На 100 осіб жіночої статі у переписній місцевості припадало 90,0 чоловіків;  на 100 жінок у віці від 18 років та старших — 93,6 чоловіків також старших 18 років.
Середній дохід на одне домашнє господарство  становив 58 183 долари США (медіана — 54 375), а середній дохід на одну сім'ю — 65 516 доларів (медіана — 63 042). Медіана доходів становила 41 339 доларів для чоловіків та 35 344 долари для жінок. За межею бідності перебувало 11,6 % осіб, у тому числі 14,7 % дітей у віці до 18 років та 0,0 % осіб у віці 65 років та старших.
Цивільне працевлаштоване населення становило 297 осіб. Основні галузі зайнятості: мистецтво, розваги та відпочинок — 19,2 %, освіта, охорона здоров'я та соціальна допомога — 18,9 %, публічна адміністрація — 17,5 %.